# Liga Europeia de Voleibol Feminino de 2014
A Liga Europeia de Voleibol Feminino de 2014 foi a sexta edição do torneio que acontece anualmente,que conta com a participação de oito seleções europeias.
A Turquia bateu a Alemanha por 6–2 na final(levando em consideração que foram disputadas 2 partidas , uma com mando da Alemanha e outra com o mando da Turquia , que venceu ambas por 3-1), e conquistou seu 1º título.

## Times
- Azerbaijão
- Bulgária
- Alemanha
- Grécia
- Polônia
- Eslovênia
- Espanha
- Turquia

## Rodadas

### Grupo A
|     |            |     | Jogos | Jogos | Jogos | Sets | Sets | Sets  | Pontos | Pontos | Pontos |
| Pos | Equipe     | Pts | T     | V     | D     | V    | P    | R     | V      | P      | R      |
| --- | ---------- | --- | ----- | ----- | ----- | ---- | ---- | ----- | ------ | ------ | ------ |
| 1   | Turquia    | 27  | 12    | 9     | 3     | 29   | 12   | 2.417 | 949    | 848    | 1.119  |
| 2   | Azerbaijão | 16  | 12    | 5     | 7     | 21   | 25   | 0.840 | 951    | 987    | 0.964  |
| 3   | Bulgária   | 15  | 12    | 4     | 8     | 20   | 27   | 0.741 | 1002   | 1020   | 0.982  |
| 4   | Eslovênia  | 14  | 12    | 6     | 6     | 21   | 27   | 0.778 | 1011   | 1058   | 0.956  |

#### Semana 1
| Data  | Hora  |             | Placar |              | Set 1 | Set 2 | Set 3 | Set 4 | Set 5 | Total | Relatório |
| ----- | ----- | ----------- | ------ | ------------ | ----- | ----- | ----- | ----- | ----- | ----- | --------- |
| 6 Jun | 17:30 | 'Bulgária ' | 3–0    | Azerbaijão   | 25–15 | 25–23 | 25–17 |       |       | 75–55 | 75–55     |
| 7 Jun | 17:30 | 'Bulgária ' | 3–1    | Azerbaijão   | 19–25 | 25–19 | 25–17 | 25–13 |       | 94–74 | 94–74     |
| 7 Jun | 18:00 | 'Turquia '  | 3–0    | Eslovênia    | 25–19 | 25–13 | 25–20 |       |       | 75–52 | 75–52     |
| 8 Jun | 18:00 | Turquia     | 0–3    | ' Eslovênia' | 20–25 | 11–25 | 21–25 |       |       | 52–75 | 52–75     |

#### Semana 2
| Data   | Hora  |               | Placar |              | Set 1 | Set 2 | Set 3 | Set 4 | Set 5 | Total | Relatório |
| ------ | ----- | ------------- | ------ | ------------ | ----- | ----- | ----- | ----- | ----- | ----- | --------- |
| 14 Jun | 17:00 | 'Bulgária '   | 3–1    | Turquia      | 16–25 | 25–12 | 25–16 | 25–23 |       | 91–76 | 91–76     |
| 14 Jun | 19:00 | Azerbaijão    | 2–3    | ' Eslovênia' | 25–14 | 25–16 | 9–25  | 18–25 | 8–15  | 85–95 | 85–95     |
| 15 Jun | 17:00 | Bulgária      | 1–3    | ' Turquia'   | 25–19 | 13–25 | 18–25 | 16–25 |       | 72–94 | 72–94     |
| 15 Jun | 19:00 | 'Azerbaijão ' | 3–0    | Eslovênia    | 25–18 | 25–19 | 25–11 |       |       | 75–48 | 75–48     |

#### Semana 3
| Data   | Hora  |              | Placar |            | Set 1 | Set 2 | Set 3 | Set 4 | Set 5 | Total   | Relatório |
| ------ | ----- | ------------ | ------ | ---------- | ----- | ----- | ----- | ----- | ----- | ------- | --------- |
| 19 Jun | 18:00 | 'Eslovênia ' | 3–2    | Bulgária   | 25–21 | 25–23 | 24–26 | 18–25 | 15–12 | 107–107 | 107–107   |
| 20 Jun | 15:00 | 'Eslovênia ' | 3–2    | Bulgária   | 25–21 | 20–25 | 18–25 | 25–21 | 15–10 | 103–102 | 103–102   |
| 21 Jun | 18:00 | 'Turquia '   | 3–0    | Azerbaijão | 25–11 | 25–14 | 25–18 |       |       | 75–43   | 75–43     |
| 22 Jun | 18:00 | 'Turquia '   | 3–1    | Azerbaijão | 25–27 | 26–24 | 25–22 | 25–14 |       | 101–87  | 101–87    |

#### Semana 4
| Data   | Hora  |               | Placar |              | Set 1 | Set 2 | Set 3 | Set 4 | Set 5 | Total | Relatório |
| ------ | ----- | ------------- | ------ | ------------ | ----- | ----- | ----- | ----- | ----- | ----- | --------- |
| 27 Jun | 18:00 | 'Azerbaijão ' | 3–1    | Turquia      | 25–16 | 19–25 | 25–16 | 25–15 |       | 94–72 | 94–72     |
| 28 Jun | 18:00 | 'Bulgária '   | 3–1    | Eslovênia    | 25–21 | 19–25 | 25–21 | 25–18 |       | 94–85 | 94–85     |
| 28 Jun | 18:00 | Azerbaijão    | 0–3    | ' Turquia'   | 25–27 | 16–25 | 11–25 |       |       | 52–77 | 52–77     |
| 29 Jun | 18:00 | Bulgária      | 1–3    | ' Eslovênia' | 22–25 | 25–16 | 20–25 | 23–25 |       | 90–91 | 90–91     |

#### Semana 5
| Data  | Hora  |              | Placar |               | Set 1 | Set 2 | Set 3 | Set 4 | Set 5 | Total   | Relatório |
| ----- | ----- | ------------ | ------ | ------------- | ----- | ----- | ----- | ----- | ----- | ------- | --------- |
| 5 Jul | 17:30 | Eslovênia    | 1–3    | ' Azerbaijão' | 25–21 | 19–25 | 17–25 | 21–25 |       | 82–96   | 82–96     |
| 5 Jul | 20:00 | 'Turquia '   | 3–0    | Bulgária      | 25–19 | 25–22 | 25–17 |       |       | 75–58   | 75–58     |
| 6 Jul | 17:30 | 'Eslovênia ' | 3–2    | Azerbaijão    | 19–25 | 23–25 | 25–20 | 30–28 | 15–7  | 112–105 | 112–105   |
| 6 Jul | 20:00 | 'Turquia '   | 3–0    | Bulgária      | 25–23 | 25–23 | 25–17 |       |       | 75–63   | 75–63     |

#### Semana 6
| Data   | Hora  |               | Placar |            | Set 1 | Set 2 | Set 3 | Set 4 | Set 5 | Total  | Relatório |
| ------ | ----- | ------------- | ------ | ---------- | ----- | ----- | ----- | ----- | ----- | ------ | --------- |
| 11 Jul | 18:00 | 'Azerbaijão ' | 3–2    | Bulgária   | 20–25 | 21–25 | 25–19 | 25–18 | 15–9  | 106–96 | 106–96    |
| 11 Jul | 20:30 | Eslovênia     | 1–3    | ' Turquia' | 24–26 | 26–24 | 23–25 | 24–26 |       | 97–101 | 97–101    |
| 12 Jul | 18:00 | 'Azerbaijão ' | 3–0    | Bulgária   | 25–18 | 29–27 | 25–15 |       |       | 79–60  | 79–60     |
| 12 Jul | 18:00 | Eslovênia     | 0–3    | ' Turquia' | 21–25 | 19–25 | 24–26 |       |       | 64–76  | 64–76     |

### Grupo B
|     |          |     | Jogos | Jogos | Jogos | Sets | Sets | Sets  | Pontos | Pontos | Pontos |
| Pos | Equipe   | Pts | T     | V     | D     | V    | P    | R     | V      | P      | R      |
| --- | -------- | --- | ----- | ----- | ----- | ---- | ---- | ----- | ------ | ------ | ------ |
| 1   | Alemanha | 26  | 12    | 9     | 3     | 30   | 11   | 2.727 | 967    | 826    | 1.171  |
| 2   | Polônia  | 20  | 12    | 7     | 5     | 22   | 21   | 1.048 | 979    | 919    | 1.065  |
| 3   | Espanha  | 16  | 12    | 5     | 7     | 20   | 25   | 0.800 | 934    | 1027   | 0.909  |
| 4   | Grécia   | 10  | 12    | 3     | 9     | 14   | 29   | 0.483 | 900    | 1008   | 0.893  |

#### Semana 1
| Data  | Hora  |             | Placar |         | Set 1 | Set 2 | Set 3 | Set 4 | Set 5 | Total  | Relatório |
| ----- | ----- | ----------- | ------ | ------- | ----- | ----- | ----- | ----- | ----- | ------ | --------- |
| 6 Jun | 14:30 | 'Polônia '  | 3–0    | Grécia  | 25–12 | 26–24 | 25–14 |       |       | 76–50  | 76–50     |
| 7 Jun | 19:00 | 'Alemanha ' | 3–0    | Espanha | 25–15 | 25–10 | 25–17 |       |       | 75–42  | 75–42     |
| 8 Jun | 14:30 | 'Polônia '  | 3–2    | Grécia  | 23–25 | 26–28 | 25–19 | 25–16 | 15–4  | 114–92 | 114–92    |
| 8 Jun | 15:30 | 'Alemanha ' | 3–0    | Espanha | 25–19 | 25–18 | 25–14 |       |       | 75–51  | 75–51     |

#### Semana 2
| Data   | Hora  |           | Placar |             | Set 1 | Set 2 | Set 3 | Set 4 | Set 5 | Total | Relatório |
| ------ | ----- | --------- | ------ | ----------- | ----- | ----- | ----- | ----- | ----- | ----- | --------- |
| 13 Jun | 18:00 | 'Grécia ' | 3–1    | Alemanha    | 25–20 | 25–18 | 24–26 | 25–20 |       | 99–84 | 99–84     |
| 13 Jun | 19:30 | Espanha   | 1–3    | ' Polônia'  | 25–21 | 12–25 | 24–26 | 14–25 |       | 75–97 | 75–97     |
| 14 Jun | 19:30 | Espanha   | 1–3    | ' Polônia'  | 25–20 | 18–25 | 18–25 | 16–25 |       | 77–95 | 77–95     |
| 15 Jun | 17:30 | Grécia    | 0–3    | ' Alemanha' | 25–27 | 23–25 | 20–25 |       |       | 68–77 | 68–77     |

#### Semana 3
| Data   | Hora  |            | Placar |             | Set 1 | Set 2 | Set 3 | Set 4 | Set 5 | Total   | Relatório |
| ------ | ----- | ---------- | ------ | ----------- | ----- | ----- | ----- | ----- | ----- | ------- | --------- |
| 20 Jun | 17:30 | 'Grécia '  | 3–0    | Polônia     | 25–21 | 25–18 | 25–23 |       |       | 75–62   | 75–62     |
| 20 Jun | 19:30 | Espanha    | 2–3    | ' Alemanha' | 25–18 | 25–21 | 22–25 | 23–25 | 7–15  | 102–104 | 102–104   |
| 21 Jun | 17:30 | 'Grécia '  | 3–1    | Polônia     | 25–19 | 16–25 | 25–21 | 25–22 |       | 91–87   | 91–87     |
| 21 Jun | 19:30 | 'Espanha ' | 3–1    | Alemanha    | 25–17 | 25–19 | 13–25 | 25–23 |       | 88–84   | 88–84     |

#### Semana 4
| Data   | Hora  |            | Placar |             | Set 1 | Set 2 | Set 3 | Set 4 | Set 5 | Total | Relatório |
| ------ | ----- | ---------- | ------ | ----------- | ----- | ----- | ----- | ----- | ----- | ----- | --------- |
| 27 Jun | 19:30 | 'Espanha ' | 3–1    | Grécia      | 19–25 | 26–24 | 25–22 | 25–23 |       | 95–94 | 95–94     |
| 28 Jun | 19:30 | 'Espanha ' | 3–0    | Grécia      | 25–22 | 25–16 | 25–22 |       |       | 75–60 | 75–60     |
| 28 Jun | 20:00 | Polônia    | 0–3    | ' Alemanha' | 15–25 | 20–25 | 16–25 |       |       | 51–75 | 51–75     |
| 29 Jun | 18:00 | 'Polônia ' | 3–1    | Alemanha    | 19–25 | 25–18 | 25–19 | 25–23 |       | 94–85 | 94–85     |

#### Semana 5
| Data  | Hora  |             | Placar |            | Set 1 | Set 2 | Set 3 | Set 4 | Set 5 | Total | Relatório |
| ----- | ----- | ----------- | ------ | ---------- | ----- | ----- | ----- | ----- | ----- | ----- | --------- |
| 4 Jul | 19:00 | Grécia      | 1–3    | ' Espanha' | 25–19 | 23–25 | 22–25 | 23–25 |       | 93–94 | 93–94     |
| 5 Jul | 15:00 | 'Alemanha ' | 3–0    | Polônia    | 25–20 | 25–23 | 27–25 |       |       | 77–68 | 77–68     |
| 5 Jul | 19:00 | Grécia      | 1–3    | ' Espanha' | 25–19 | 13–25 | 21–25 | 16–25 |       | 75–94 | 75–94     |
| 6 Jul | 15:00 | 'Alemanha ' | 3–0    | Polônia    | 31–29 | 25–15 | 25–16 |       |       | 81–60 | 81–60     |

#### Semana 6
| Data   | Hora  |             | Placar |         | Set 1 | Set 2 | Set 3 | Set 4 | Set 5 | Total | Relatório |
| ------ | ----- | ----------- | ------ | ------- | ----- | ----- | ----- | ----- | ----- | ----- | --------- |
| 11 Jul | 20:00 | 'Polônia '  | 3–0    | Espanha | 25–14 | 25–19 | 26–24 |       |       | 76–57 | 76–57     |
| 11 Jul | 20:00 | 'Alemanha ' | 3–0    | Grécia  | 25–22 | 25–12 | 25–11 |       |       | 75–45 | 75–45     |
| 12 Jul | 20:00 | 'Polônia '  | 3–1    | Espanha | 25–19 | 24–26 | 25–18 | 25–21 |       | 99–84 | 99–84     |
| 13 Jul | 15:00 | 'Alemanha ' | 3–0    | Grécia  | 25–21 | 25–20 | 25–17 |       |       | 75–58 | 75–58     |

## Classificação Final
| Equipe 1 | Total | Equipe 2 | 1.º jogo | 2.º jogo |
| -------- | ----- | -------- | -------- | -------- |
| Turquia  | 6–2   | Alemanha | 3–1      | 3–1      |

| Data   | Hora  |            | Placar |            | Set 1 | Set 2 | Set 3 | Set 4 | Set 5 | Total | Relatório |
| ------ | ----- | ---------- | ------ | ---------- | ----- | ----- | ----- | ----- | ----- | ----- | --------- |
| 16 Jul | 17:00 | 'Turquia ' | 3–1    | Alemanha   | 25–15 | 25–23 | 16–25 | 25–21 |       | 91–84 | 91–84     |
| 19 Jul | 13:00 | Alemanha   | 1–3    | ' Turquia' | 19–25 | 23–25 | 25–20 | 20–25 |       | 87–95 | 87–95     |

## Final standing
| Rank | Team       |
| ---- | ---------- |
| 1    | Turquia    |
| 2    | Alemanha   |
| 3    | Polónia    |
| 4    | Azerbaijão |
| 5    | Espanha    |
| 6    | Bulgária   |
| 7    | Eslovênia  |
| 8    | Grécia     |

|  | Classificado para o Grand Prix 2015 |

## Premiação Individual
- MVP:  Kübra Akman